# Pseudosmittia remigula
Pseudosmittia remigula är en tvåvingeart som beskrevs av Ole Anton Saether 2004. Pseudosmittia remigula ingår i släktet Pseudosmittia och familjen fjädermyggor.
Artens utbredningsområde är Seychellerna. Inga underarter finns listade i Catalogue of Life.